# Теорема про симпліційне наближення
У математиці, зокрема алгебричній топології, симпліційне наближення неперервного відображення є важливим засобом, що пов'язує комбінаторні і неперервні методи. Теорема про симпліційне наближення стверджує, що довільне неперервне відображення із скінченного симпліційного комплексу у інший симпліційний комплекс (після застосування достатню кількість разів процесу барицентричного розбиття) може бути наближено симпліційним відображенням. Теорема була доведена у 1910 році Лейтзеном Брауером для доведення топологічної інваріантності симпліційної гомології.

## Твердження теореми
Якщо {\displaystyle g\colon |K|\to |L|} є неперервним відображенням між поліедрами і симпліційний комплекс K є скінченним, то існує число {\displaystyle n_{0}} таке, що для всіх {\displaystyle n\geqslant n_{0}} існує симпліційне наближення {\displaystyle f:\mathrm {Bd} ^{n}K\to L} до {\displaystyle g.} Тут {\displaystyle \mathrm {Bd} ^{n}\;K} позначає застосування n разів процесу барицентричного розбиття до симпліційного комплексу.

## Доведення
Оскільки симпліційний комплекс K є скінченним, то існує максимальна розмірність його симплексів, яку позначимо m. Відкриті множини {\displaystyle {\text{st}}(a),} для всіх вершин {\displaystyle a\in K} утворюють відкрите покриття простору {\displaystyle |K|.} Позначино {\displaystyle \operatorname {mesh} K} діаметр цього покриття, тобто найбільший діаметр у всіх множин {\displaystyle {\text{st}}(a).} Очевидно, що {\displaystyle \operatorname {mesh} K\leqslant 2\lambda ,} де {\displaystyle \lambda } позначає найбільшу довжину 1-симплексів у комплексі K.
Нехай тепер {\displaystyle \mathrm {Bd} K} є барицентричним розбиттям комплексу K і {\displaystyle \mu } позначає найбільшу довжину його 1-симплекса. За означенням барицентричного розбиття цей 1-симплекс сполучає барицентр деякого k-симплекса (де k менше або рівне m) із барицентром деякої його r грані. Нехай {\displaystyle a_{0},\ldots ,a_{k}} є вершинами відповідного k-симплекса так, що {\displaystyle a_{0},\ldots ,a_{r}} є вершинами відповідної r грані. 
Тоді:
{\displaystyle {\begin{aligned}\mu =&\left|{\frac {1}{r+1}}\sum _{i=0}^{r}a_{i}-{\frac {1}{k+1}}\sum _{j=0}^{k}a_{i}\right|={\frac {1}{k+1}}\left|{\frac {k+1}{r+1}}\sum _{i=0}^{r}a_{i}-\sum _{j=0}^{k}a_{j}\right|=\\&{\frac {1}{k+1}}\left|\sum _{j=0}^{k}\left({\frac {1}{r+1}}\sum _{i=0}^{r}a_{i}-a_{j}\right)\right|={\frac {1}{k+1}}{\frac {1}{r+1}}\left|\sum _{j=0}^{k}\sum _{i=0}^{r}\left(a_{i}-a_{j}\right)\right|\\&\leqslant {\frac {1}{k+1}}{\frac {1}{r+1}}\sum _{i=0}^{k}\sum _{i=0}^{r}\left|a_{j}-a_{i}\right|.\end{aligned}}}
Але для всіх доданків {\displaystyle \left|a_{j}-a_{i}\right|\leqslant \lambda } і цей вираз є рівний нулю для i = j. Таких доданків є r + 1, відповідно ненульових (k + 1)(r + 1) - (r + 1) = (r + 1)k.
Таким чином остаточно {\displaystyle \mu \leqslant {\frac {k}{k+1}}\lambda \leqslant {\frac {m}{m+1}}\lambda .}
Звідси {\displaystyle \mathrm {Bd} K\leqslant 2\mu \leqslant {\frac {m}{m+1}}\lambda .} Повторюючи ці міркування можна одержати нерівність {\displaystyle \mathrm {Bd} ^{n}K\leqslant 2\mu \leqslant \left({\frac {m}{m+1}}\right)^{n}\lambda .} Зокрема для довільного {\displaystyle \varepsilon >0} існує таке {\displaystyle n_{0}}, що для всіх {\displaystyle n\geqslant n_{0}} виконується нерівність {\displaystyle \mathrm {Bd} ^{n}K<\varepsilon .}
Множини {\displaystyle g^{-1}({\text{st}}(b))} для точок {\displaystyle b\in L} утворюють відкрите покриття {\displaystyle |K|.} Оскільки {\displaystyle |K|} є компактним простором, то згідно леми Лебега існує додатне число {\displaystyle \delta } таке, що кожна множина діаметром менша {\displaystyle \delta } міститься в якійсь із множин  {\displaystyle g^{-1}({\text{st}}(b))}. Із попереднього існує таке {\displaystyle n_{0}}, що для всіх {\displaystyle n\geqslant n_{0}} виконується нерівність {\displaystyle \mathrm {Bd} ^{n}K<\delta .} Звідси для кожної вершини {\displaystyle a\in \mathrm {Bd} ^{n}K} існує вершина {\displaystyle b\in L} така, що {\displaystyle g({\text{st}}(a))\subset {\text{st}}(b).}
Згідно із властивістю симпліційних наближень у статті Симпліційне відображення, якщо взяти {\displaystyle f(a)=b} і лінійно продовжити на симплексах, то f буде симпліційним відображенням і симпліційним наближенням до g. Воно і буде симпліційним наближенням із твердження теореми.